# Orphnus quadrigibbosus
Orphnus quadrigibbosus är en skalbaggsart som beskrevs av Rudolph Petrovitz 1971. Orphnus quadrigibbosus ingår i släktet Orphnus och familjen Orphnidae. Inga underarter finns listade i Catalogue of Life.